# Are You Lonesome Tonight?
Are You Lonesome Tonight? (a veces estilizada como Are You Lonesome To-night?) es una canción escrita por Roy Turk y Lou Handman en 1926. Fue grabada varias veces en 1927—primero por Charles Hart, con versiones exitosas de Vaughn De Leath, Henry Burr, y el dúo de Jerry Macy y John Ryan. En 1950, una versión de la Blue Barron Orchestra alcanzó los veinte primeros puestos de la lista de la lista de sencillos Billboard.
En abril de 1960, tras los dos años de servicio de Elvis Presley en el ejército de los Estados Unidos, grabó la canción por sugerencia de su representante, el coronel Tom Parker; "Are You Lonesome Tonight?" era la canción favorita de la esposa de Parker, Marie Mott. Su lanzamiento fue demorado por los ejecutivos de RCA Victor, quienes dudaban de la canción y su encaje con el nuevo (y publicitado) estilo de Presley. "Are You Lonesome Tonight?" fue un éxito inmediato en Estados Unidos, encabezando la lista de sencillos de Billboard en noviembre de 1960 y alcanzando el número tres en la lista de R&B Songs y permaneciendo en esa lista durante 19 semanas. Un mes después de su lanzamiento, la canción se situó en el primer puesto de la lista de sencillos del Reino Unido. La versión de Presley fue certificada por la RIAA como disco de oro en 1983. La RIAA la elevó a disco doble de platino en 1992.
La versión de Elvis editada como sencillo junto a I Gotta Know, recibió tres nominaciones a los premios Grammy como mejor disco del año, mejor interpretación masculina y mejor interpretación de música popular. 
"Are You Lonesome Tonight" fue grabada posteriormente por otros artistas, y las versiones de Donny Osmond y Merle Haggard se convirtieron en éxitos en las listas de pop y country, respectivamente. En 2008, Billboard situó la canción en el número 81 de su lista "Hot 100 All-Time Top Songs".

## Composición y primeras versiones
La canción fue escrita en 1926 por los vodeviles Lou Handman y Roy Turk con tres versos, seguidos de un puente hablado. Basaron el puente en una línea de la obra Pagliacci de Ruggero Leoncavallo, y "You know someone said that the world's a stage. And each must play a part" se refiere a "All the world's a stage" de la obra As You Like It de William Shakespeare. Este recitado está impreso en la contraportada de la partitura original de 1927, y se canta en la grabación de Stanley Kirkby en 1928, la de Al Jolson en 1949 y la de Blue Barrron en 1950 (éxito en el top 20 de EE. UU.). Billboard informó en 1960 de su descubrimiento de que fue escrita por el compositor y pianista de vodevil Dave Dreyer.
En 1927 se grabaron varias versiones de "Are You Lonesome Tonight?". La primera, de Charles Hart, se grabó el 9 de mayo y se publicó en Harmony Records (431-H) como cara B de "Sweet Marie". El 13 de junio, Vaughn De Leath grabó la canción como cara B de "It's a Million to One You're in Love" para Edison Records (Ed-52044). De Leath tuvo la primera versión de éxito de la canción, que alcanzó el número cuatro en noviembre. El 10 de julio de 1927, la Newport Society Orchestra grabó la canción con Irving Kaufman como vocalista; se publicó en Harmony Records (511-H) con "I'm Walkin' On Air" Una versión del dúo de Jerry Macy y John Ryan se publicó en Okeh Records (Ok-40866) como cara B de "Carolina Mine". La versión de Henry Burr alcanzó el número diez, y Little Jack Little tuvo un éxito con la canción para Columbia Records. Aunque Gene Austin incluyó la canción en sus espectáculos durante la década de 1930, nunca la grabó.
En marzo de 1950, la Blue Barron Orchestra lanzó "Are You Lonesome Tonight?" con "Penny Wise and Love Foolish" en la cara B, y alcanzó el número diecinueve en la lista de Top Pop Singles de Billboard. En abril, Don Cornell lanzó una versión sin el puente narrativo como la cara B de su sencillo de RCA Victor, "Stay With the Happy People" Billboard la calificó de: "dreamy waltz ... (that) gets effective treatment (on the recording)" ("vals de ensueño ... (que) recibe un tratamiento eficaz (en la grabación)"). Según los votos enviados a Billboard, la canción recibió 78 puntos de los disc jockeys, 78 de los vendedores de discos, 79 de los operadores de máquinas de discos y 78 puntos en general; en la escala de 100 puntos de la revista, fue calificada como "buena". Al Jolson grabó una versión con el puente hablado el 28 de abril de 1950, en Los Ángeles; Gordon Jenkins dirigió la orquesta. Con "No Sad Songs For Me" en la cara B, fue lanzada por Decca Records en junio. Según Billboard, aunque la versión fue "revivida" por el "estilo schmaltz" de Jolson, su recitación del puente fue "hambonada". Basándose en los votos enviados a la revista, la canción recibió 71 puntos de los disc jockeys, 71 de los vendedores de discos y 71 de los operadores de jukebox; con una puntuación global de 71, fue calificada como "buena". En 1958 Jim Flaherty's Western Caravan grabó la canción con la cara B "My Foolish Heart" cantada por Maury Dubois. Esta versión, con la voz de Howie Stange, ganó bastantes seguidores en Nueva Inglaterra, principalmente gracias a la incansable promoción de Jim Flaherty. En la Convención de DJs celebrada en Nashville en noviembre de 1959, Jim Flaherty entregó a Chet Atkins una copia de la canción con el ánimo de conseguir que "hat kid down south (Elvis Presley) who is shaking things up" to record it." ("ese chico del sur (Elvis Presley) que está sacudiendo las cosas" la grabara). En 1959, Jaye P. Morgan lanzó la canción en MGM Records, con "Miss You" en la cara B, y su versión alcanzó el número 65 en la lista de Pop Singles de Billboard.

## Versión de Elvis Presley
En los últimos meses de su servicio en el Ejército de los Estados Unidos, Elvis Presley comenzó a experimentar con nuevo material en previsión de su regreso a la grabación. Su primera sesión de grabación estaba programada para el 20 de marzo de 1960, y el Estudio B de la RCA había sido recientemente equipado con una nueva grabadora de tres pistas. Para mejorar la grabación de la voz de Presley, el ingeniero Bill Porter hizo instalar micrófonos Telefunken U-47. Una sesión de seguimiento fue programada para abril.
Durante la selección del material para las sesiones, el representante de Presley, el coronel Tom Parker, sugirió "Are You Lonesome Tonight?". La canción favorita de la esposa de Parker, Marie Mott (que conocía la canción por el acto de Gene Austin, que también era gestionado en ese momento por su marido), fue la única vez que intervino en la elección del repertorio de Presley. Presley volvió al estudio con su banda, formada por Scotty Moore, el baterista D. J. Fontana, el pianista Floyd Cramer, el guitarrista Hank Garland, el bajista Bobby Moore, el percusionista Buddy Harman y The Jordanaires, el 3 de abril.
Una vez grabadas las ocho canciones que Parker necesitaba para Elvis Is Back!, Presley pasó a atender la petición de su representante. A las 4 de la mañana del 4 de abril, el cantante comenzó a grabar "Are You Lonesome Tonight?", acompañado por la guitarra acústica, la batería, el bajo y el grupo de apoyo. Pidió a todos los demás en el estudio que abandonaran la sesión, le dijo a Chet Atkins que apagara las luces e interpretó la canción con el puente hablado. Después de la segunda toma, Presley le dijo al productor Steve Sholes: "Tira esa melodía; no puedo hacerle justicia". Sholes le dijo al ingeniero Bill Porter que ignorara la orden de Presley y le pidió al cantante que hiciera una nueva toma, explicando que The Jordanaires habían chocado con su soporte de micrófono mientras grababan en la oscuridad. Presley interpretó la canción una vez más, y esa toma se convirtió en el máster del sencillo.

## Legado
El éxito de "Are You Lonesome Tonight?" hizo que la canción se convirtiera en uno de los temas fundamentales de Presley en directo. La interpretó por primera vez en directo el 25 de marzo de 1961, en un acto benéfico en el Bloch Arena de Honolulu para el USS Arizona Memorial, una de las cuatro actuaciones en directo de Presley entre su regreso del ejército y su cambio de orientación profesional hacia la actuación.
Al volver a la música en 1968, Presley incluyó la canción en su lista de canciones para el especial de la NBC sobre Elvis y la interpretó en directo al año siguiente durante su primer compromiso en Las Vegas. Una versión de la canción, grabada el 26 de agosto de 1969, en la que Presley alteró la letra de la narración ("Do you gaze at your bald head and wish you had hair") y se rio durante el resto del puente, se publicó en 1980 como parte de la caja Elvis Aron Presley. En 1982 esta "versión risueña" fue un éxito radiofónico en el Reino Unido y alcanzó el número 25 en la British Singles Chart.
Una versión muy emotiva de "Are You Lonesome Tonight?" fue interpretada y filmada en 1972 en Hampton Roads. Este espectáculo se filmó para el documental Elvis On Tour, pero la canción no se incluyó en esa película, sino que se publicó junto con otras tomas falsas en 1992 en la edición de vídeo doméstico "Elvis- The Lost Performances".
Una versión filmada en la última gira de Elvis se incluyó en el especial de la CBS de 1977 "Elvis in Concert", emitido después de la muerte de Elvis.
El 27 de marzo de 1992, la RIAA certificó "Are You Lonesome Tonight?" como doble platino. En 2008 (el 50.º aniversario del Hot 100 de Billboard), la canción fue la número 81 en la lista de "Hot 100 All-Time Top Songs" de la revista.
La película taiwanesa de 1991 A Brighter Summer Day, dirigida por Edward Yang, deriva de su título de la letra de la canción.

## Versiones posteriores
Frank Sinatra grabó "Are You Lonesome Tonight?" sin el puente hablado para su álbum de 1962, All Alone, y los Lettermen incluyeron la canción en su álbum de 1964, She Cried. Pat Boone grabó una versión (también sin el puente hablado) en 1966 para su álbum, Memories. Doris Day grabó la canción el 6 de junio de 1967, para The Love Album. Helen Shapiro grabó la canción para su primer álbum en 1962.
El cantante italiano Bobby Solo la grabó tanto en inglés como en italiano en la década de 1960 con el título "¿Ti senti sola stasera?".
La cantante sueca Ann-Louise Hanson tuvo su primer éxito con su versión "Är du ensam i kväll?" (1960).

## Ventas
| Año  | Cantante              | Chart                         | Posición máxima |
| ---- | --------------------- | ----------------------------- | --------------- |
| 1927 | Vaughn De Leath       | Top selling records           | 4               |
| 1927 | Henry Burr            | Top selling records           | 10              |
| 1950 | Blue Barron Orchestra | Billboard Pop Singles         | 19              |
| 1959 | Jaye P. Morgan        | Billboard Pop Singles         | 65              |
| 1960 | Elvis Presley         | Billboard Pop Singles         | 1               |
| 1960 | Elvis Presley         | Billboard R&B singles         | 3               |
| 1960 | Elvis Presley         | Cash Box Singles              | 1               |
| 1960 | Elvis Presley         | Cash Box Country Singles      | 45              |
| 1960 | Elvis Presley         | UK Singles Chart              | 1               |
| 1974 | Donny Osmond          | Billboard Pop Singles         | 14              |
| 1977 | Merle Haggard         | Billboard Hot Country Singles | 12              |
| 1982 | Elvis Presley         | UK Singles Chart              | 25              |
| 1983 | John Schneider        | Billboard Hot Country Singles | 53              |
| 2005 | Elvis Presley         | UK Singles Chart              | 2               |